# Гибб, Джоэл
Джоэл Гибб — канадский музыкант, художник, вокалист и гитарист инди-поп-группы The Hidden Cameras. Он родился 28 января 1977 года в Кинкардине, Онтарио в Канаде.
Первое участие Гибба на музыкальной сцене было редактором фэнзина, посвященного независимым группам, Glamour Guide for Trash. Он также принимал радио-шоу колледжа на CFRE-FM в Миссисоге, Онтарио. В то же время он писал свои собственные песни. В 2001 году выпустил несколько записей под именем The Hidden Cameras на своём независимом лейбле EvilEvil. Затем, Гибб набрал много музыкантов и The Hidden Cameras перерос в группу (хор) и ребята начали выступать везде, где музыкантам разрешено. По пути группа включала в себя до тринадцати участников, включая струнную секцию, хоровых и гоу-гоу танцоров, при этом аудитория росла в то же время.
В 2003 году The Hidden Cameras подписали контракт с Rough Trade Records, известным британским звукозаписывающим лейблом, который выпустил следующий альбом группы «The Smell Of Our Own» в том же году.
Они начали активно гастролировать по Северной Америке и Европе. В 2004 году был выпущен альбом «Mississauga Goddam», за которым последовал альбом «The Arms of His „Ill“» на лейбле Absolutely Kosher Records. Альбом «Awoo» вышел в 2006 году на Rough Trade Records, EvilEvil и Arts & Crafts, а пятый студийный альбом Origin:Orphan вышел 22 сентября 2009 года на лейбле Arts & Crafts. Все релизы The Hidden Cameras на сегодняшний день были произведены Джоэлом Гиббом. В 2007 году были выпущены сольные записи Гибба в честь сборника EP Артура Рассела Four Songs by Arthur Russell. 21 января 2014 года вышел шестой студийный альбом The Hidden Cameras — «Age». 28 октября 2016 года вышел последний на данный момент альбом - «Home On Native Land».
Гибб выставляет свои работы в различных галереях и был включен в групповые выставки в прошлом в Tate Modern, среди других. Его работа включает в себя рисунки и баннеры, которые представлены на компакт-дисках и записях The Hidden Cameras. Он также показывает видео, которые он снял для The Hidden Cameras. В 2007 году Джоэл Гибб дебютировал в нью-йоркской галерее в воскресенье в Лос-Анджелесе(сейчас Галерея Хортона).
В 2008 году Джоэл Гибб дебютировал как одна из звезд фильма «Поколение Леденцов», режиссёром которого является художница Г.Б. Джонс. В фильме также использована музыка The Hidden Cameras.
Гибб участвовал в альбоме R.E.M. — «Collapse Into Now» с бэк-вокалом на треке «It Happened Today».
В настоящее время Джоэл Гибб живёт в Берлине.